# Chirita polyneura
Chirita polyneura är en tvåhjärtbladig växtart som beskrevs av Friedrich Anton Wilhelm Miquel. Chirita polyneura ingår i släktet Chirita och familjen Gesneriaceae. Inga underarter finns listade i Catalogue of Life.